# Allende, Temoaya
Allende är en ort i kommunen Temoaya i delstaten Mexiko i Mexiko. Samhället hade 1 875 invånare vid folkräkningen 2020. Ortens postkod är 50895.
Ortens kyrka och församling heter Iglesia Santa María de Guadalupe. I Allende finns en förskola och två grundskolor för elever av olika åldrar. Mitt i orten finns ett vattenmagasin från flödet av floden Lerma.